# Jan Roodenpoortstoren

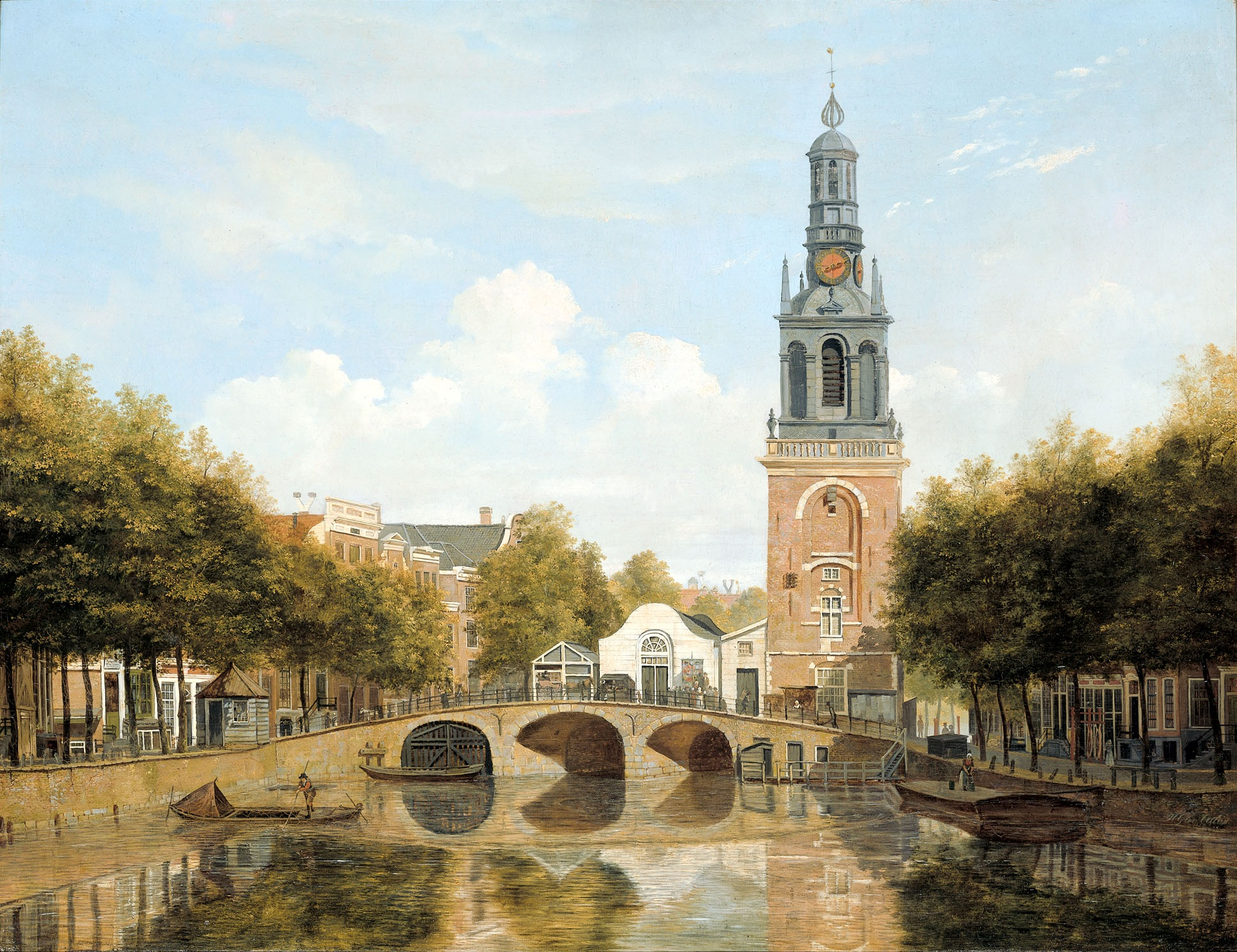
De Jan Roodenpoortstoren op een schilderij van H.G.ten Cate uit 1829.

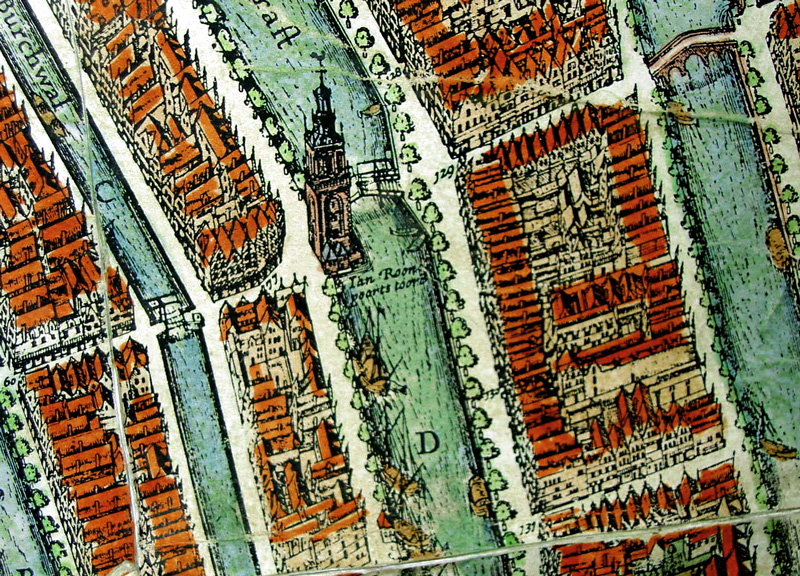
Locatie van de Jan Roodenpoortstoren, op de plattegrond van Amsterdam uit 1625 van Balthasar Florisz. van Berckenrode.

De Jan Roodenpoortstoren was een bouwwerk op de hoek van het Singel en de Torensteeg in de binnenstad van Amsterdam.
De oorspronkelijk middeleeuwse verdedigingstoren, die deel uitmaakte van de Jan Roodenpoort, werd na de aanleg van het eerste deel van de grachtengordel in 1616 verfraaid, waarschijnlijk naar ontwerp van Hendrick de Keyser. Met z'n nieuwe spits was het gebouw bijna 55 meter hoog en het diende als openbare klokkentoren en gevangenis.

## Geschiedenis
De Jan Roodenpoortstoren was van oorsprong een ronde vestingtoren bij de gelijknamige poort in de stadsmuur (Jan Roodenpoort). Na uitbreiding van de stad was de stadsmuur afgebroken en had de toren geen verdedigingsfunctie meer.
In 1616 werd er eerst een vierkante muur omheen gebouwd, en daarna een torenspits met uurwerk en klokkenspel opgezet, die in 1617 werd voltooid. Het plan om van de vestingtoren een klokkentoren te maken zou voornamelijk afkomstig zijn van burgemeester Pauw, die hierop aandrong omdat er een publiek uurwerk nodig was dat de tijd voor omwonenden aangaf, aangezien de torenspits van het Oude Stadhuis in 1616 was gesloopt wegens bouwvalligheid.
Onder in de Jan Roodenpoortstoren woonde de Provoost der Burgerij, en enkele soldaten. Het bovengedeelte van de toren deed dienst als gevangenis.
Bij de toren werd een enorme sluis (brug) aangelegd, die ten tijde van de bouw de breedste van de stad was.
In het bruggenhoofd van de sluis waren gewelfde kelders en enkele woonvertrekken die ook door de Provoost gebruikt werden. De kelders zijn nog steeds aanwezig, en na restauratie toegankelijk gemaakt voor publiek.

## Afbraak
In 1829 werd de toren afgebroken omdat de verarmde stad het onderhoud van de verwaarloosde en door houtrot aangetaste toren te duur vond. Ook de Haringpakkerstoren, een eindje verder op de hoek van de huidige Prins Hendrikkade en het Singel, werd toen gesloopt.
Stadsbouwmeester Abraham van der Hart heeft beide torens voor de afbraak nauwkeurig opgemeten en opgetekend zodat herbouw aan de hand van deze tekeningen mogelijk is. In de tweede helft van de 20ste eeuw werd drie maal een poging ondernomen om de Jan Roodenpoortstoren te herbouwen. Ondanks dat de oude bouwtekeningen geschikt waren voor een getrouwe reconstructie en ook de financiële middelen beschikbaar kwamen, vond de herbouw niet plaats door politieke tegenwerking.
In 2003 zijn de contouren van de toren zichtbaar gemaakt in de keitjesbestrating van de in 1648 gebouwde Torensluis.